# لوكاس بيتون
لوكاس بيتون هو لاعب كرة قدم برازيلي، ولد في 9 أكتوبر 2000 في جوندياي في البرازيل. لعب مع نادي كورينثيانز.

## وصلات خارجية
- لوكاس بيتون على موقع قاعدة بيانات كرة القدم.إي يو (الإنجليزية)
- لوكاس بيتون على موقع Soccerway.com (الإنجليزية)
- لوكاس بيتون على موقع عالم كرة القدم.نت (الإنجليزية)